# Новоросійський тролейбус
Новоросійський тролейбус — тролейбусна мережа Новоросійська, що здійснює пасажирські перевезення з 1 квітня 1969 року.
З 19 серпня 2016 року експлуатується МУП «Муніципальний пасажирський транспорт Новоросійська».

## Інформація про систему
Тролейбусний рух у Новоросійську відкрито 1 квітня 1969 року. У 1970-ті роки тролейбусна маршрутна мережа стрімко розширювалася, тролейбус прийшов, практично в усі райони міста. Однак, збільшувати кількість тролейбусів не дозволяли можливості депо, розрахованого на 50 одиниць рухомого складу. Для вирішення цієї проблеми було вирішено побудувати новий майданчик накопичення. У 1980-ті роки кількість тролейбусів в депо досягало 90 одиниць, на лінії працювало 76 тролейбусів за дев'ятьма маршрутами. Для подальшого розвитку електротранспорту у місті було прийнято рішення спорудження другого депо. Наприкінці 1980-х років на вул. Хворостянське було розпочато будівництво: були зведені виробничі корпуси, адміністративна будівля, підведена контактна мережа. На початку 1990-х будівництво було припинено, будівлі занепали, контактна мережа демонтована. Кількість тролейбусів у місті стало скорочуватися. На 2020 рік в Новоросійську працюють 7 тролейбусних маршрутів. На лінію виходить 35 тролейбусів в робочі дні та 25 тролейбусів у вихідні дні. За проїзд в Новоросійському тролейбусі слід заплатити 28 рублів. Єдине (діюче) депо знаходиться за адресою: м Новоросійськ, Анапське шосе, буд. 60.
Регулярні тролейбусні маршрути працюють щодня з 5:00 до 22:50.
З 4 жовтня 2016 року підприємство змінює назву на МУП «Муніципальний пасажирський транспорт Новоросійська».
20 серпня 2019 року, після п'ятирічного простою, був відновлений маршрут № 10 «Шесхарис — 9-й мікрорайон». До цього, з 26 травня 2014 року, велося будівництво транспортної розв'язки в районі від НоворЕС до цементного заводу «Жовтень». На ділянці будівництва тролейбусна лінія була повністю демонтована, рух не здійснювався.

## Маршрути
На квітень 2021 року в Новоросійську діють 8 тролейбусних маршрутів:
| Номер | Кінцеві станції                                                          | Максимальний випуск на маршрут                                      |
| ----- | ------------------------------------------------------------------------ | ------------------------------------------------------------------- |
| 1     | Вулиця Видова — 9-й мікрорайон                                           | 6 тролейбусів                                                       |
| 6     | Залізничний вокзал — 9-й мікрорайон                                      | 7 тролейбусів                                                       |
| 7     | Кирилівський поворот — Палац творчості-Вулиця Південна (14-й мікрорайон) | 4 тролейбуси                                                        |
| 10    | Шесхарис — 9-й мікрорайон                                                | 6 тролейбусів                                                       |
| 11    | Вулиця Видова — Вулиця Південна (14-й мікрорайон)                        | 3 тролейбуси                                                        |
| 12    | Мефодіївка — 9-й мікрорайон                                              | 3-4 тролейбуси                                                      |
| 13    | Мефодіївка — ул. Відова (піковий)                                        | 1 тролейбус (Виконує 3 рейси на день по буднях, у вихідні — 1 рейс) |
| 14    | Мефодіївка — Вулиця Південна — Палац Творчості (пляж Алексино)           | 6 тролейбусів                                                       |

## Рухомий склад
Всього в депо знаходиться 46 одиниць рухомого складу, з них за моделями:
- ЗіУ-682Г-016.04 — 19 од.
- ВМЗ-5298.01-50 «Авангард» — 15 од.
- ЗіУ-682Г-016.02 — 4 од.
- ЗіУ-682Г-012 [Г0А] — 4 од.
- Тролза-5275.03 «Оптіма» — 3 од.
- ТролЗа-5265.00 «Мегаполіс» — 1 од.